# 1238
Năm 1238 là một năm trong lịch Julius.